# У Сіньчжи
У Сіньчжи (кит.: 吴新智; 2 червня 1928 — 4 грудня 2021) — китайський палеоантрополог, академік Китайської академії наук, колишній заступник директора Інституту палеонтології та палеоантропології хребетних (IVPP).

## Біографія
У народився в місті Хефей в провінції Аньхой в 1928 році. У 1953 році він закінчив Школу медицини в Шанхайському медичному коледжі та викладав з 1953 по 1958 рік на кафедрі анатомії Медичного коледжу Даляня. Потім він відвідував аспірантуру Китайської академії наук. Закінчивши навчання в 1961 році, він став асистентом професора, а згодом і заступником директора IVPP. Протягом 1980-х він був головним редактором журналу Acta Anthropologica Sinica. У 1999 році був обраний академіком Китайської академії наук. У 2013 році йому присуджено нагороду за життєві досягнення в галузі антропології.

## Погляди на еволюцію людини
У найбільш відомий критикою гіпотези африканського походження людини. У 1984 році У разом з Мілфордом Волпоффом та Аланом Торном він розробив альтернативну багаторегіональну гіпотезу. На думку У, людська лінія виникла в Африці десь під час раннього плейстоцену, і з того часу людина еволюціонує в межах одного, безперервного виду. Наприклад, він вважає H. erectus ранніми зразками виду Homo sapiens, проти популярної думки, що Homo sapiens виник як вид 200 000 років тому в Африці. Ву стверджує, що, хоча протягом останніх 100 000 років були міграції за межі Африки, вони не замінили людське населення, яке вже розвинулося в Китаї.

## Публікації
- Wu, X. (1990). «The evolution of humankind in China». Acta Anthropologica Sinica. 9(4): 312—321.
- Wu, X., Poirier, F. E. (1995). Human evolution in China: a metric description of the fossils and a review of the sites. New York: Oxford University Press.
- Wu, X. (1997). «On the descent of modern humans in East Asia». In: Conceptual Issues in Modern Human Origin Research. Clarke, G.A. and Willermet C. M. (eds). New York: Aldine de Gruyter.
- Wu, X. (1998). «Origin of modern humans of China viewed from cranio-dental characteristics of late Homo sapiens». Acta Anthropologica Sinica. 17. 276—282.
- Wu, X. (2004). «On the origin of modern humans in China». Quaternary International. 117(1): 131—140.
- Wu, X. (2004). «Discussion on the results of some molecular studies concerning the origin of modern Chinese». Acta Anthropologica Sinica. 24(4): 259—269.
- Wu, X. (2006). «Evidence of Multiregional Human Evolution Hypothesis from China». Quaternary Sciences. 26(5): 702—709.
- Wu, X., Cui, Y. (2010). On the origin of modern humans in China. Before Farming (online). 6: 1-6.